# Metaperiscyphops insulanus
Metaperiscyphops insulanus är en kräftdjursart som beskrevs av Franco Ferrara och Helmut Schmalfuss 1976. Metaperiscyphops insulanus ingår i släktet Metaperiscyphops och familjen Eubelidae. Inga underarter finns listade i Catalogue of Life.